# La araña (álbum)
La araña es el noveno álbum que publicó la banda de rock Barricada en 1994, fue su segundo disco de oro, tras haber conseguido dos discos de platino.

## Lista de canciones
1. Difícil - 2:52
2. La araña - 3:20
3. Y las estrellas - 4:36
4. Si no tiras - 3:34
5. Su merecido - 4:03
6. Empieza a vibrar - 4:10
7. Introglicerina - 1:30
8. El pan de los ángeles - 3:53
9. Sin voz - 4:21
10. Problemas - 3:15
11. Romper mi corazón - 3:54
12. En jake - 3:07